# Fedor II., ruski car
Fedor II. (čit. Fjoror) (1589. – 20. lipnja 1605.) je bio ruski car između 13. travnja i 1. srpnja 1605. godine.
Fedor II. je bio sin cara Borisa Godunova. Iznenadna očeva smrt 13. travnja 1605. godine tijekom još uvijek neugušene pobune koju vodi Lažni Dimitrije je ubrzo dovela do potpunog rasula lojalističkih snaga. 
Najbolje moguće školovanje koje tijekom svojega djetinjstva stiče ga nije moglo nikako pripremiti za katastrofalnu situaciju u kojoj dobiva krunu. Smrt oca kojega su ljudi slijedili radi njegove karizme nikako se nije mogla nadoknaditi. Kako je odmah od prvih dana došlo do bijega grupe boljara na protivničku stranu, a te akcije se nikako dalje nisu uspjele uspješno spriječiti, njegova majka je odlučila preuzeti kontrolu državnih poslova. 
Ta činjenica je ubrzo dovela do panike i među posljednjim lojalistima pošto je ona bila kćer čovjeka koji je rukovodio opričnicima i supruga cara Borisa Godunova koji je također vodio čistke. Zbog tih razloga kada pismo Lažnog Dimitrija 1. srpnja 1605. stiže u Moskvu sa zahtjevom da se sruši cara, boljari ga odlučuju poslušati. Fjodor II. je bio uhićen, a dvadeset dana kasnije zajedno s majkom pogubljen.
Od njega nam je danas ostao prvi zemljovid Rusije kojeg je nacrtao vlastitom rukom.
| Prethodnik:   | car Rusije | Nasljednik:     |
| Boris Godunov | car Rusije | Lažni Dimitrije |